# پرچم کاستیا و لئون
پرچم کاستیا و لئون (به اسپانیایی: Bandera de Castilla y León) پرچم رسمی بخش خودمختار کاستیا و لئون در اسپانیاست. این پرچم از چهار قسمت مساوی شامل قلعه‌ای که نشان رسمی پادشاهی کاستیا و شیری که نشان رسمی پادشاهی لئون بود تشکیل شده‌است.
از این پرچم برای نمایش دو هویت فرهنگی، قلعه برای کاستیای قدیم و شیر برای کشور لئونی، که این منطقه را به‌طور مشترک دراختیار دارند استفاده می‌شود.
طراحی نماد شیر را به آلفونسوی هفتم که در سال ۱۱۲۶ به پادشاهی لئون و کاستیا رسید نسبت داده‌اند و نماد قلعه را به نوه‌اش آلفونسوی هشتم. در سال ۱۲۳۰ فرناندوی سوم، پادشاه کاستیا، دو پادشاهی لئون و کاستیا را با یکدیگر متحد ساخت و به عنوان نماد این اتحاد، نشان‌های دو پادشاهی را در ۴ قسمت مساوی قرار داده و آنرا نشان رسمی خود ساخت.